# Codice del consumo
Il codice del consumo è una norma della Repubblica italiana, emanata con il decreto legislativo 6 settembre 2005, n. 206, in materia di diritti e tutela del consumatore.

## Storia
Venne emanato ai sensi dell'art. 7 della legge delega 29 luglio 2003, n. 229, relativo al riassetto delle disposizioni vigenti in materia di tutela dei consumatori, in attuazione di una serie di direttive dell'Unione Europea (la 1999/44/CE in primis) per la protezione del consumatore. Per gli obblighi derivanti dalla partecipazione all'Unione, tali norme sono state lentamente recepite anche dallo stato italiano.
La norma è stata poi modificata nel corso del tempo; la modifica più rilevante è senza dubbio quella apportata dalla legge 24 dicembre 2007 n. 244 (legge finanziaria 2008) che ha introdotto la possibilità per i consumatori di esperire un nuovo tipo di azione legale, detta azione collettiva.
Il codice del consumo riceve aggiornamenti periodici: la revisione corrente è 2021.

## Caratteristiche
Si tratta di un codice, in tema di tutela dei diritti dei consumatori e degli utenti - raggruppati o meno in associazioni - che vede in questo caso come fornitore lo Stato e tutti gli enti pubblici. Il provvedimento ha raccolto le molte disposizioni sparse, semplificando la consultazione di gran parte del repertorio di difesa del consumatore, mentre per i professionisti del settore questo ha rappresentato una agevolazione meno rilevante.
Non sono tuttavia state inserite normative più recenti, come la regolamentazione del multi-level marketing; non è stato fatto, inoltre, alcun riferimento al documento elettronico inteso come strumento di comunicazione della volontà di recedere da parte del consumatore, malgrado il D.P.R. 523/1997 abbia equiparato il documento elettronico a quello cartaceo. È pur vero che tutta la normativa in materia di documenti elettronici è contenuta in due norme: il DPR 28 dicembre 2000 n. 445, relativo al testo unico sulla documentazione amministrativa, e il d.lgs. 7 marzo 2005, n. 82 (Codice dell'amministrazione digitale), che anche se dettati in primis per i rapporti con le amministrazioni pubbliche valgono anche per i rapporti tra privati.
Si deve tuttavia sottolineare che dalla prima versione del codice, sono state emanate molteplici revisioni che hanno ampliato, chiarito e migliorato il testo iniziale anche per comprendere le novità che si susseguono sul mercato, specie per i servizi digitali.

## Struttura
Il Codice è composto di 146 articoli (170 con l'aggiornamento del 2007) che armonizzano e riordinano la normativa legata ai molti eventi in cui il consumatore è coinvolto come soggetto attivo o passivo.
In particolare vengono prese in considerazione:
- l'informazione al consumatore e la pubblicità commerciale;
- la regolarità formale e sostanziale dei contratti in cui è parte il consumatore, la promozione delle vendite ed il credito al consumo;
- le conclusioni di alcuni particolari contratti, ed in particolare le vendite fuori dai locali commerciali, i contratti a distanza, il commercio elettronico, la multiproprietà, i servizi turistici;
- la sicurezza e la qualità dei prodotti, la responsabilità del produttore, la garanzia legale di conformità e le garanzie commerciali dei beni di consumo;
- le associazioni dei consumatori e l'accesso alla Giustizia.

Il codice è strutturato in 6 parti:
1. parte I: si trovano la definizione generale e le nozioni di consumatore e professionista;
2. parte II: si trovano le disposizioni concernenti l'educazione del consumo, le informazioni che debbono essere fornite al consumatore e le disposizioni sulla pubblicità commerciale;
3. parte III: si trovano le norme in materia contrattuale;
4. parte IV: si trovano la disciplina generale della sicurezza dei prodotti e della responsabilità extracontrattuale del produttore per i danni cagionati dai prodotti difettosi. Si trovano anche le regole speciali valevoli per i contratti di vendita di beni mobili conclusi dai consumatori con i professionisti;
5. parte V: si trovano le disposizioni concernenti le associazioni dei consumatori e i giudizi inibitori che esse sono legittimate a promuovere nei confronti dei professionisti che si rendono responsabili di violazioni di interessi collettivi dei consumatori;
6. parte VI: contiene tutta una serie di disposizioni finali tra cui l'art. 143 che definisce irrinunciabili i diritti attribuiti al consumatore dalle disposizioni del codice di consumo.

Il codice abroga l'applicazione della direttiva europea per la sicurezza dei prodotti (direttiva 2001/95/CE) in quanto il testo ha incorporato i relativi articoli.

## Il contenuto

### Le definizioni normative
Il Codice fornisce numerose definizioni concernenti i rapporti di consumo, tra le quali si possono elencare le seguenti:
- A) consumatore o utente (art. 3): la persona fisica che agisce per scopi estranei all'attività imprenditoriale o professionale eventualmente svolta;

ed anche (art. 5): la persona fisica alla quale sono dirette le informazioni commerciali;
- B) associazioni dei consumatori e degli utenti (art. 3): le formazioni sociali che abbiano per scopo statutario esclusivo la tutela dei diritti e degli interessi dei consumatori o degli utenti;
- C) professionista (art. 3): la persona fisica o giuridica che agisce nell'esercizio della propria attività imprenditoriale o professionale, ovvero un suo intermediario[2];
- D) produttore (art. 3): il fabbricante del bene o il fornitore del servizio, o un suo intermediario, nonché l'importatore del bene o del servizio nel territorio dell'Unione Europea o qualsiasi altra persona fisica o giuridica che si presenta come produttore identificando il bene o il servizio con il proprio nome, marchio o altro segno distintivo;
- E) produttore di “prodotto sicuro” (art. 103): il fabbricante del prodotto stabilito nella Comunità e qualsiasi altra persona che si presenti come fabbricante apponendo sul prodotto il proprio nome, il proprio marchio o un altro segno distintivo, o colui che rimette a nuovo il prodotto; il rappresentante del fabbricante se quest'ultimo non è stabilito nella Comunità o, qualora non vi sia un rappresentante stabilito nella Comunità, l'importatore del prodotto; gli altri operatori professionali della catena di commercializzazione nella misura in cui la loro attività possa incidere sulle caratteristiche di sicurezza dei prodotti;
- F) prodotto (art. 3): fatto salvo quanto stabilito nell'articolo 115, comma 1, qualsiasi prodotto destinato al consumatore, anche nel quadro di una prestazione di servizi, o suscettibile, in condizioni ragionevolmente prevedibili, di essere utilizzato dal consumatore, anche se non a lui destinato, fornito o reso disponibile a titolo oneroso o gratuito nell'ambito di un'attività' commerciale, indipendentemente dal fatto che sia nuovo, usato o rimesso a nuovo; tale definizione non si applica ai prodotti usati, forniti come pezzi d'antiquariato, o come prodotti da riparare o da rimettere a nuovo prima dell'utilizzazione, purché il fornitore ne informi per iscritto la persona cui fornisce il prodotto;
- G) prodotto sicuro (art. 103): qualsiasi prodotto, come definito all'articolo 3, comma 1, lettera e), che, in condizioni di uso normali o ragionevolmente prevedibili, compresa la durata e, se del caso, la messa in servizio, l'installazione e la manutenzione, non presenti alcun rischio oppure presenti unicamente rischi minimi, compatibili con l'impiego del prodotto e considerati accettabili nell'osservanza di un livello elevato di tutela della salute e della sicurezza delle persone in funzione, in particolare, dei seguenti elementi:
  - 1) delle caratteristiche del prodotto, in particolare la sua composizione, il suo imballaggio, le modalità del suo assemblaggio e, se del caso, della sua installazione e manutenzione;
  - 2) dell'effetto del prodotto su altri prodotti, qualora sia ragionevolmente prevedibile l'utilizzazione del primo con i secondi;
  - 3) della presentazione del prodotto, della sua etichettatura, delle eventuali avvertenze e istruzioni per il suo uso e la sua eliminazione, nonché di qualsiasi altra indicazione o informazione relativa al prodotto;
  - 4) delle categorie di consumatori che si trovano in condizione di rischio nell'utilizzazione del prodotto, in particolare dei minori e degli anziani;
- H) prodotto pericoloso (art. 103): qualsiasi prodotto che non risponda alla definizione di prodotto sicuro;
- I) prodotto difettoso (art. 117): Un prodotto è difettoso quando non offre la sicurezza che ci si può legittimamente attendere tenuto conto di tutte le circostanze, tra cui:
  - 1) il modo in cui il prodotto è stato messo in circolazione, la sua presentazione, le sue caratteristiche palesi, le istruzioni e le avvertenze fornite;
  - 2) l'uso al quale il prodotto può essere ragionevolmente destinato e i comportamenti che, in relazione ad esso, si possono ragionevolmente prevedere;
  - 3) il tempo in cui il prodotto è stato messo in circolazione.

Un prodotto è difettoso se non offre la sicurezza offerta normalmente dagli altri esemplari della medesima serie;
- L) pubblicità ingannevole (art. 20): qualsiasi pubblicità che in qualunque modo, compresa la sua presentazione sia idonea ad indurre in errore le persone fisiche o giuridiche alle quali è rivolta o che essa raggiunge e che, a causa del suo carattere ingannevole, possa pregiudicare il loro comportamento economico ovvero che, per questo motivo, sia idonea ledere un concorrente;
- M) clausole vessatorie (art. 33): le clausole che, malgrado la buona fede, determinano a carico del consumatore un significativo squilibrio dei diritti e degli obblighi derivanti dal contratto. Il codice ha apportato, in materia, chiarimenti rispetto alla normativa anteriore (artt. 1469 bis e ss. c.c.) in quanto è sancita l'espressa nullità delle clausole vessatorie in luogo della inefficacia che in passato aveva causato dubbi ed incertezze in dottrina e giurisprudenza.

### Diritti tutelati
Il Decreto ribadisce alcuni fondamentali diritti dei consumatori già riconosciuti con la prima legge del 1998 ora abrogata:
- a) alla tutela della salute;
- b) alla sicurezza e alla qualità dei prodotti e dei servizi;
- c) ad una adeguata informazione, al diritto di recesso e ad una corretta pubblicità
- d) all'educazione al consumo;
- e) alla correttezza, alla trasparenza ed all'equità nei rapporti contrattuali;
- f) alla promozione e allo sviluppo dell'associazionismo libero, volontario e democratico tra i consumatori e gli utenti;
- g) all'erogazione di servizi pubblici secondo standard di qualità e di efficienza;
- h) al ripristino (riparazione o sostituzione), senza spese aggiuntive, nel caso di difetto di conformità (art. 130)[3] oppure alla riduzione del prezzo così come alla risoluzione del contratto.

Il venditore e/o installatore (se applicabile), non il produttore, deve rispondere (ma solo quando il cliente è un consumatore quindi non vale quando l'acquisto è per utilizzo professionale ovvero come impresa/partita iva) del difetto di conformità. Per l'art. 129 "il difetto di conformità sussiste quando il prodotto non è idoneo all'uso al quale deve servire abitualmente, non è conforme alla descrizione o non possiede le qualità promesse dal venditore, non offre le qualità e le prestazioni abituali di un bene dello stesso tipo, non è idoneo all'uso particolare voluto dal consumatore se portato a conoscenza del venditore al momento dell'acquisto ed accettato dal venditore". La garanzia legale (ovvero quella in oggetto, legale perché obbligatoria per legge) non sostituisce l'eventuale garanzia commerciale ovvero quella prestata dal produttore del bene. Pertanto, le due garanzie possono anche coesistere.
I diritti derivanti dalla garanzia legale valgono per due anni dalla consegna e/o installazione del bene. Da notare, come prescrive il codice, a differenza di cosa sostengono molti venditori, che gli obblighi di ripristino (e in generale di riconoscere la garanzia) spettano al venditore stesso non al produttore. Sta al venditore (o installatore, quando le due figure non coincidono), caso mai, rivolgersi all'assistenza del fabbricante (CAT), senza alcun onere per il consumatore. Infine, occorre sottolineare che il codice non fa distinzioni di prodotti, per far valere questo diritto.
La garanzia legale non va confusa con quella, eventualmente prevista dal venditore o produttore, commerciale/contrattuale: questa (che è facoltativa e dura solitamente 12 mesi) semmai si sovrappone ma non sostituisce quella legale, che si deve applicare sempre e per legge. Inoltre, la garanzia legale si applica anche a prodotti non nuovi (il classico caso è l'automobile usata acquistata in concessionaria). In questo caso però i mesi di validità sono 12 invece che 24.
Il riconoscimento della garanzia per difetto di conformità non prevede esclusioni di sorta (mancanza dell'imballo originale, impiego o consumo, ecc.). Invece, se il venditore (o il centro di assistenza del produttore) riesce a dimostrare che il consumatore ha utilizzato il prodotto in maniera difforme da quanto prescritto dal fabbricante/produttore, allora la garanzia potrebbe essere legittimamente invalidata (integralmente o parzialmente).
Anche il rifiuto di applicare la garanzia per difetto di conformità a taluni prodotti particolari (igiene intima, alimentari, ecc.) è del tutto pretestuoso e non contemplato dal codice. La garanzia si attua pure alle operazioni di installazione, non solo al prodotto in sé (ad esempio l'allacciamento della lavatrice acquistata); anche l'installazione effettuata in proprio (cioè dall'acquirente) ma errata o che ha cagionato danni al prodotto a causa di inadeguate istruzioni è compresa nella garanzia.
I diritti relativi alla garanzia (prodotto non conforme) non devono essere confusi con l'eventuale (non obbligatorio nella maggior parte dei casi) diritto di recesso (soddisfatti o rimborsati). Inoltre, spesso anche quando il venditore presta il diritto di recesso, applica delle esclusioni per talune tipologie di prodotto. Nel caso di riconoscimento del diritto di recesso, le eventuali restrizioni sono legittime.
La garanzia si applica non solo nelle cessioni di compravendita ma anche ad altri contratti relativi ai beni di consumo, ad esempio: appalto, permuta, somministrazione, contratto d’opera (quindi la dizione "venditore" va intesa come "cessionario", non in senso giuridico).

### Transazioni elettroniche e digitali
La revisione del giugno 2014 ha apportato, tra le altre novità, una di particolare importanza: l'introduzione del divieto, nel caso di transazioni elettroniche o digitali, di caricare commissioni per l'esecuzione delle stesse (il classico esempio sono le spese bancarie). Anche qualsiasi avvertimento preventivo è ingiustificato.

### La tutela dei viaggiatori
La nuova legge, in riferimento al contratto di acquisto di viaggi cosiddetti a “pacchetto”, stabilisce che per pacchetto turistico si intendono i viaggi, le vacanze e i circuiti tutto compreso, che comprendano almeno due delle seguenti prestazioni: il trasporto, l'alloggio e i servizi turistici non accessori al trasporto e all'alloggio.
Per quanto riguarda il prezzo, al momento della prenotazione del viaggio il turista è tenuto a versare un anticipo che non può essere superiore al 25% del prezzo totale del viaggio a titolo di “caparra confirmatoria”. Tuttavia il nuovo codice del consumo all'art. 90 prevede che il prezzo possa aumentare solo se previsto espressamente nel contratto di viaggio e quando mancano più di venti giorni alla partenza, inoltre l'aumento può derivare solo da variazioni del tasso di cambio, del costo del trasporto, dei diritti e delle tasse d'imbarco, sbarco e atterraggio.
Al verificarsi delle tre condizioni, il cliente ha l'obbligo di accettare l'aumento solo nel caso in cui quest'ultimo sia inferiore al 10%. In caso contrario il cliente è libero di rinunciare al viaggio. Sia l'organizzatore (tour operator) quanto il venditore (l'agente), possono inoltre annullare il contratto di viaggio senza essere soggetti ad alcuna penalità se costretti per cause di forza maggiore o nel caso in cui non si raggiunga il numero minimo di viaggiatori. In quest'ultimo caso però si dovrà informare il turista almeno venti giorni prima della data di partenza, in modo che possa decidere se scegliere un altro pacchetto di qualità equivalente o superiore senza supplemento di prezzo oppure rinunciare ed ottenere così il rimborso di tutti gli importi versati.
Per quanto concerne la responsabilità, quando un viaggio non va nel modo previsto, tanto l'organizzatore quanto il venditore devono rispondere per eventuali danni, a meno che non dimostrino che le cause dell'inadempimento non sono a loro imputabili. L'art. 93 chiarisce che “il venditore e l'organizzatore rispondono per la mancata o inesatta esecuzione del contratto ciascuno secondo la rispettiva responsabilità”. Mentre l'agenzia venditrice non potrà essere chiamata a rispondere per errori del produttore o dei fornitori dei servizi, l'organizzatore, invece, risponde di tutto ciò che non è andato come previsto, è quindi responsabile: per suoi errori e per danni causati ai viaggiatori dai fornitori dei servizi. Ovviamente l'organizzatore potrà, in seguito, rivalersi sul fornitore effettivamente responsabile.
Sono previsti rimborsi, stabiliti dalle Convenzioni internazionali, quando i danni sono arrecati alla persona del viaggiatore.

Per danni diversi da quelli fisici alla persona, quindi in caso di disagi o disservizi subiti durante il viaggio, il turista deve sempre contestarli per farvi porre rimedio. Nel caso ciò non avvenga, il turista può richiedere il risarcimento danni sporgendo reclamo scritto o intervenendo nei modi più opportuni.

### Servizi digitali e dati personali
Dal 1º gennaio 2022 (D. Lgs. 170/2021 e 173/2021) entrano in vigore nuove disposizioni del codice, in attuazione delle Direttiva UE 2019/771 e 2019/770, sulla base dei nuovi articoli 128 - 135 septies. La revisione allarga il campo di applicazione all'erogazione di contenuti o di servizi digitali se incorporati o interconnessi con i beni forniti oggetto del contratto. Si introduce il concetto che la cessione di dati personali è una modalità di pagamento del servizio.
L'istituto della garanzia legale si rafforza in quanto si passa definitivamente dal concetto di difetto a quello ben più esteso di non conformità. Si introduce la differenza tra requisiti oggettivi e soggettivi di valutazione della conformità: sta ora al venditore dimostrare di aver comunicato al consumatore tutte le istruzioni necessarie all'idoneo utilizzo del prodotto. Si introduce l'obbligo di aggiornamenti periodici gratuiti di contenuti digitali, l'eliminazione del termine di decadenza di 2 mesi per la denuncia del difetto, l'estensione a 12 mesi dalla consegna della presunzione di esistenza del difetto al momento della consegna. Le condizioni pubblicizzate per l'eventuale garanzia commerciale devono essere attuate dal venditore.

## Interpretazioni della giurisprudenza
Le varie sentenze emesse dopo l'emanazione del codice hanno consentito di chiarire il significato della legge per alcune fattispecie. In particolare, la sentenza del Consiglio di Stato n. 2085/2021 ha ribadito il principio secondo cui le sanzioni per pratiche commerciali scorrette (di cui all'articolo 27, comma 9 del Codice) ricadono non solo su chi è stato ideatore ed esecutore della pratica, ma anche nei confronti di coloro che hanno agevolato "l'altrui condotta, traendone un diretto vantaggio economico".
La sentenza n. 2085/2021 ha ribadito le conclusioni delle precedenti sentenze del Consiglio di Stato n. 3763/2011 e n. 1820/2018 confermando la sanzione di 4.000.000€, seppur ridotta del 30%, nei confronti della banca UniCredit per pratiche commerciali scorrette nel caso della vendita di diamanti alla clientela per conto delle società IDB S.p.A. e IDB Intermediazioni S.r.l. La banca, pur non essendo probabilmente a conoscenza della pratica delle società appena richiamate, traeva profitto dalla promozione e dalla vendita dei diamanti alla clientela, conseguendo "una provvigione pari ad una percentuale dell'operazione conclusa" che si aggirava tra il 10% e il 20%.